# Linha A-A
A Linha Arcangel-Astracã, também conhecida como o Linha Volga-Arcangel, Linha Volga-Arcangel-Astracã e, mais resumidamente, como Linha A-A, foi o objetivo militar da Operação Barbarossa.
Essa linha imaginária foi mencionada pela primeira vez em 18 de dezembro de 1940, na Diretiva do Führer nº 21 intitulada "Queda de Barbarossa", que enuncia os objetivos e as condições da invasão alemã da União Soviética e descreve a "linha geral Volga-Arcangel" como seu objetivo militar.

## Historico
A noção de Linha A-A teve suas origens em um estudo militar anterior, realizado por Erich Marcks e chamado Projeto de Operação Leste. Esse relatório defendeu a ocupação da "Rússia" (como ele insistiu em chamar a União Soviética) até a linha "Arkhangelsk-Gorky-Rostov", a fim de impedir que no futuro esse país se tornasse uma ameaça para a Alemanha e proteger esta última contra "bombardeiros inimigos". Marcks imaginou que a campanha inteira, incluindo a captura de Moscou, consumiria entre nove e dezessete semanas.

## Conteúdo
A hipotética Linha A-A deveria partir do porto da cidade de Arcangel, no Mar Branco, no norte da Rússia, junto à confluência do rio Volga, e seguir para o porto da cidade de Astracã, na foz do rio Volga no Mar Cáspio. A invasão da União Soviética pela Alemanha não conseguira obter nenhum desses objetivos.
O plano previa que o Exército Vermelho a oeste da linha seria derrotado em 1941 em uma rápida campanha militar, antes do início do inverno. Os alemães da Wehrmacht presumiam que a maioria dos  suprimentos militares e dos potenciais populacional e de produção de alimentos da União Soviética existiam nas terras a oeste da proposta Linha A-A. Se a linha fosse atingida, a União Soviética também seria privada de cerca de 86% do seu petróleo (territórios produtores de óleo no Cáucaso).
Além disso, o estabelecimento da Linha A-A como meta final para as hostilidades militares foi escolhido porque a ocupação de toda a União Soviética, em uma única campanha militar, era considerada impossível em vista de suas dimensões geográficas. Os demais centros industriais soviéticos a leste da Linha A-A seriam destruídos por bombardeio aéreo, missão esta atribuída a toda uma luftflotte.